# Фелікс (Багамські Острови)
Фе́лікс (англ. Felix) — рівнинний острів в складі Багамських островів. В адміністративному відношенні відноситься до району Гранд-Кі.
Острів розташований на півночі архіпелагу Абако за 1,8 км на південний схід від острова Гранд-Кі. Острів рівнинний, має видовжену форму. Довжина — 0,8 км, ширина — 80 м.
| Багамські Острови | Це незавершена стаття з географії Багамських Островів. Ви можете допомогти проєкту, виправивши або дописавши її. |